# ヴェルグル
ヴェルグル(独:Wörgl)は、オーストリアチロル州クーフシュタイン郡にある市の名前。ドイツバイエルン州との国境から20kmのところにある。

## 概要
大恐慌の真っただ中にあった1932年から1933年にかけて、当時の町長でオーストリア社会民主党のミヒャエル・ウンターグッゲンベルガー市長により、シルビオ・ゲゼルが提案した自由貨幣（減価する貨幣）を地域通貨として流通させ、地域経済の建てなおしに成功したヴェルグルの奇跡と呼ばれる事例で有名であり、アーヴィング・フィッシャーなど著名な経済学者からも賞賛された。ヴェルグル駅から市内の目抜き通りには、市民や観光客に対してこの歴史を紹介するモニュメント（マイルストーン）が作成されている。

## 交通
ヴェルグルは、チロル州の州都インスブルックとミュンヘンを結ぶ、重要な鉄道のジャンクションとなっている。また、ザルツブルク経由ウィーンへの路線もある。
欧州自動車道路E641 (European route E641) がザルツブルクとヴェルグルを結んでいる。E45号線とE60号線（オーストリアのアウトバーン A12）は、ヴェルグルを通過する。

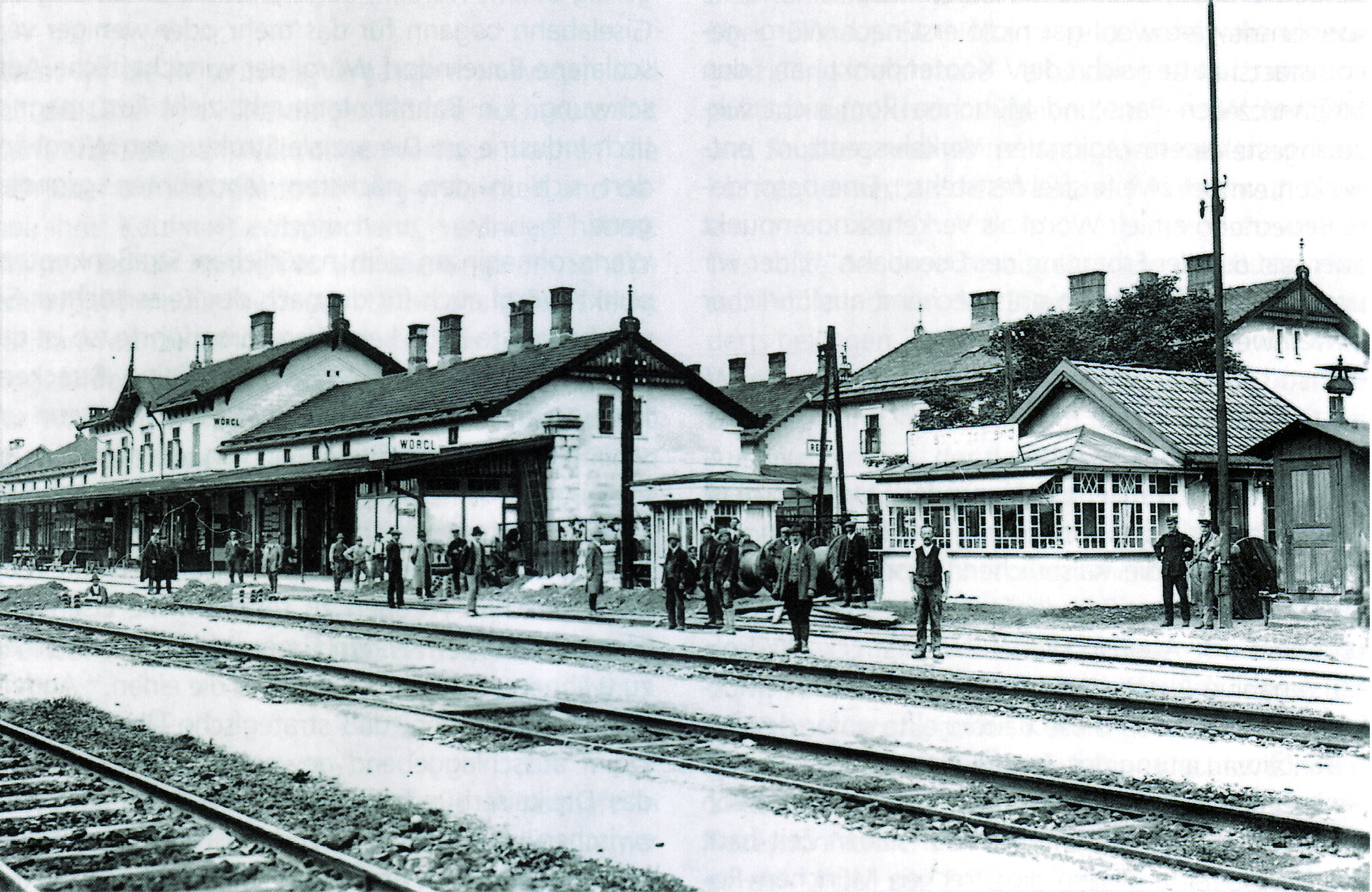
第二次世界大戦で破壊される前の古いヴェルグル駅（1900年）
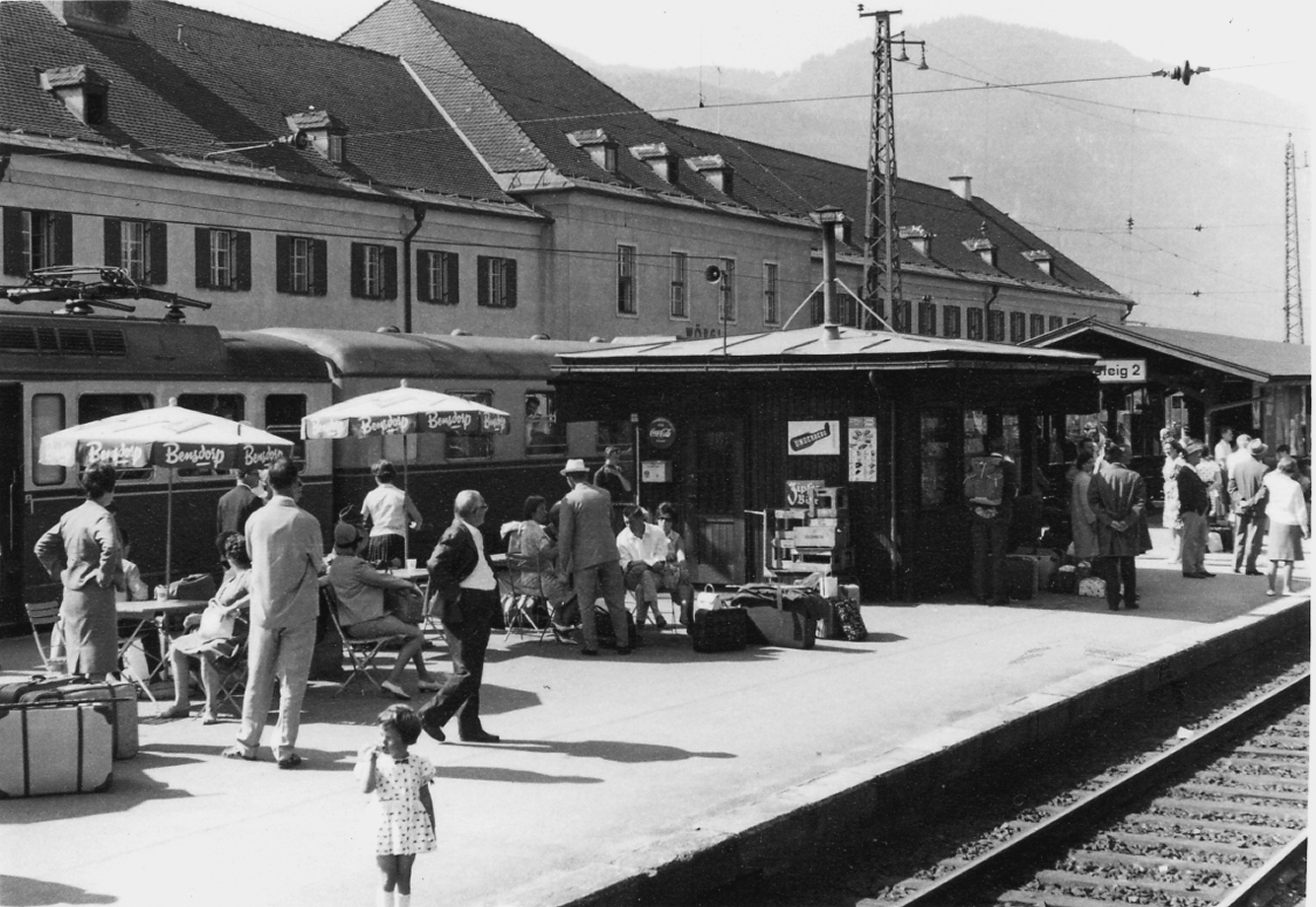
ヴェルグル駅（1965年）

## 姉妹都市
- アルブレフチツェ・ナド・オルリツィー (Albrechtice nad Orlicí)  - チェコ共和国にある住民1000人強の小さな村
- 長野県諏訪市[1]

## 著名な市民
- ラインハルト・フラー (Reinhard Furrer)  - ドイツの科学者で宇宙飛行士。ヴェルグル生まれ
- ゲルハルト・ベルガー - 元F1ドライバー。ヴェルグル生まれ。
- シュテファン・ホルンガッハー  - オリンピックに出場したスキージャンパー。ヴェルグル生まれ。
- ハンス・ヘンベルク (de:Hans Hömberg)  - ドイツの映画監督・脚本家・著者。晩年ヴェルグルに住んでいた。
- ハインツ・ツァック (de:Heinz Zak)  - エクストリーム登山家・写真家。ヴェルグル生まれ
- ハンス・ペーター・ハーゼルシュタイナー (de:Hans-Peter Haselsteiner)  - 建築界の大物。元自由フォーラム副議長。ヴェルグル生まれ。

## ギャラリー

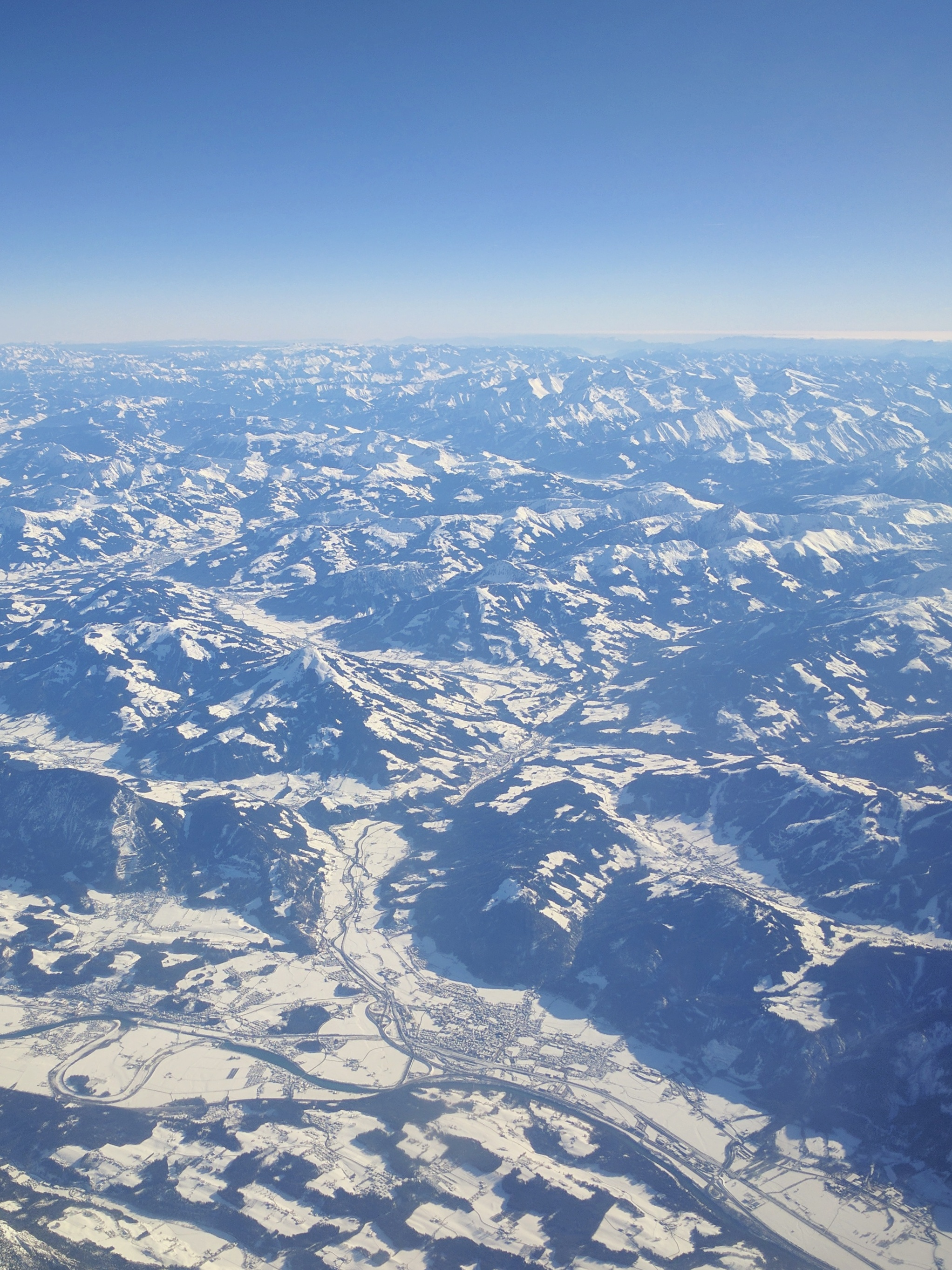
航空写真
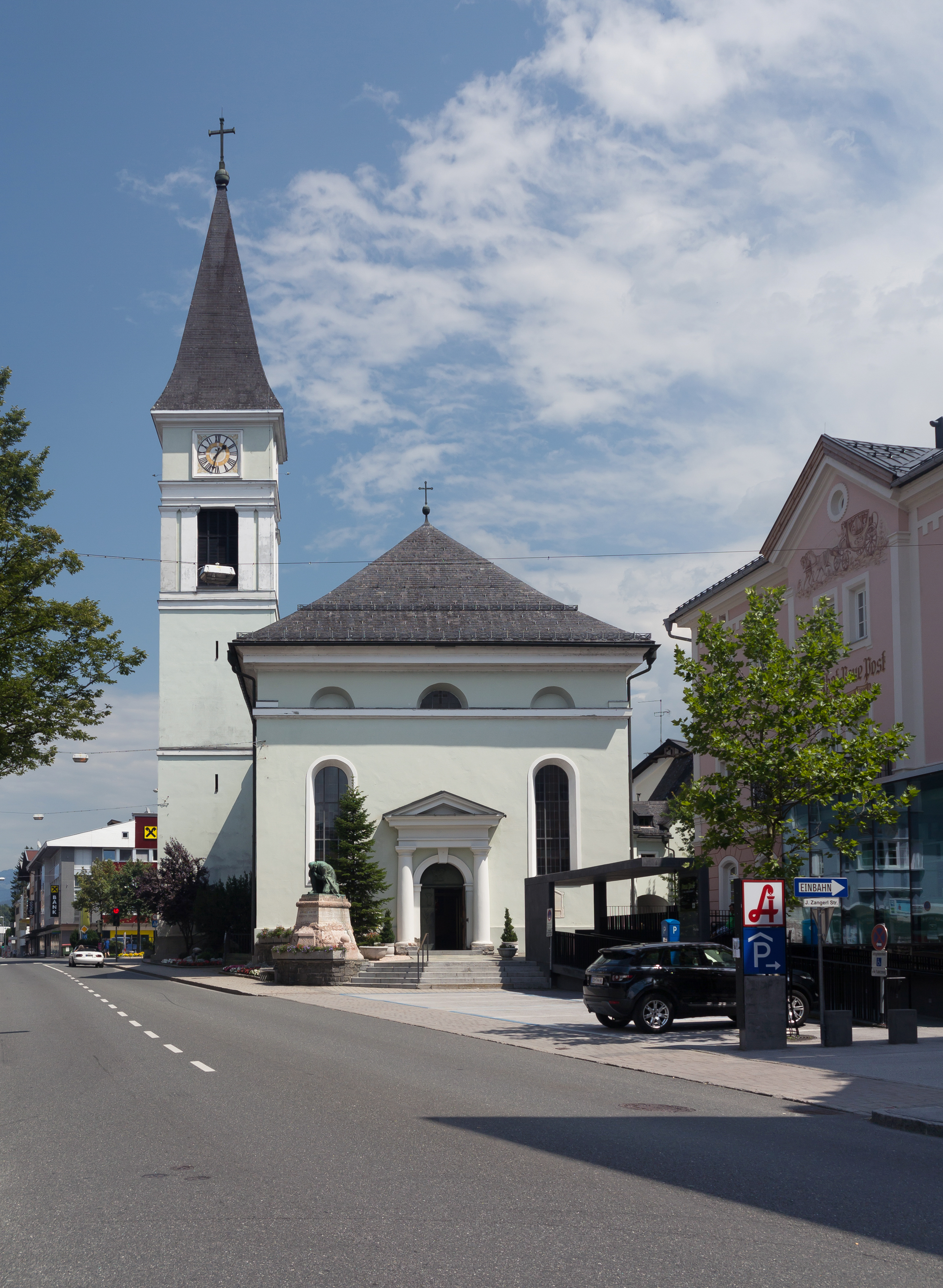
ヴェルグル教区教会（ドイツ語版）
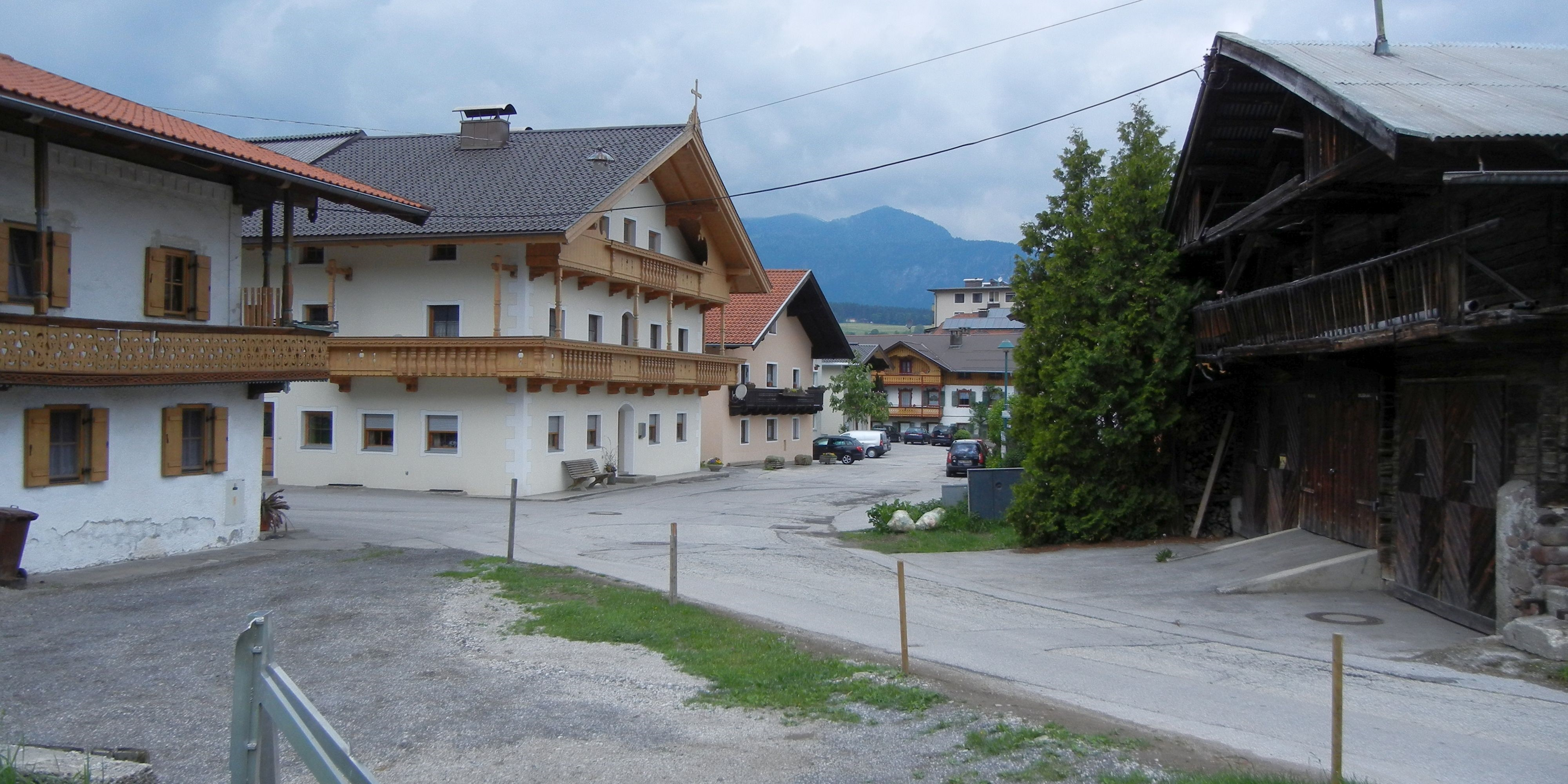
カンツラー・ビーナー通り
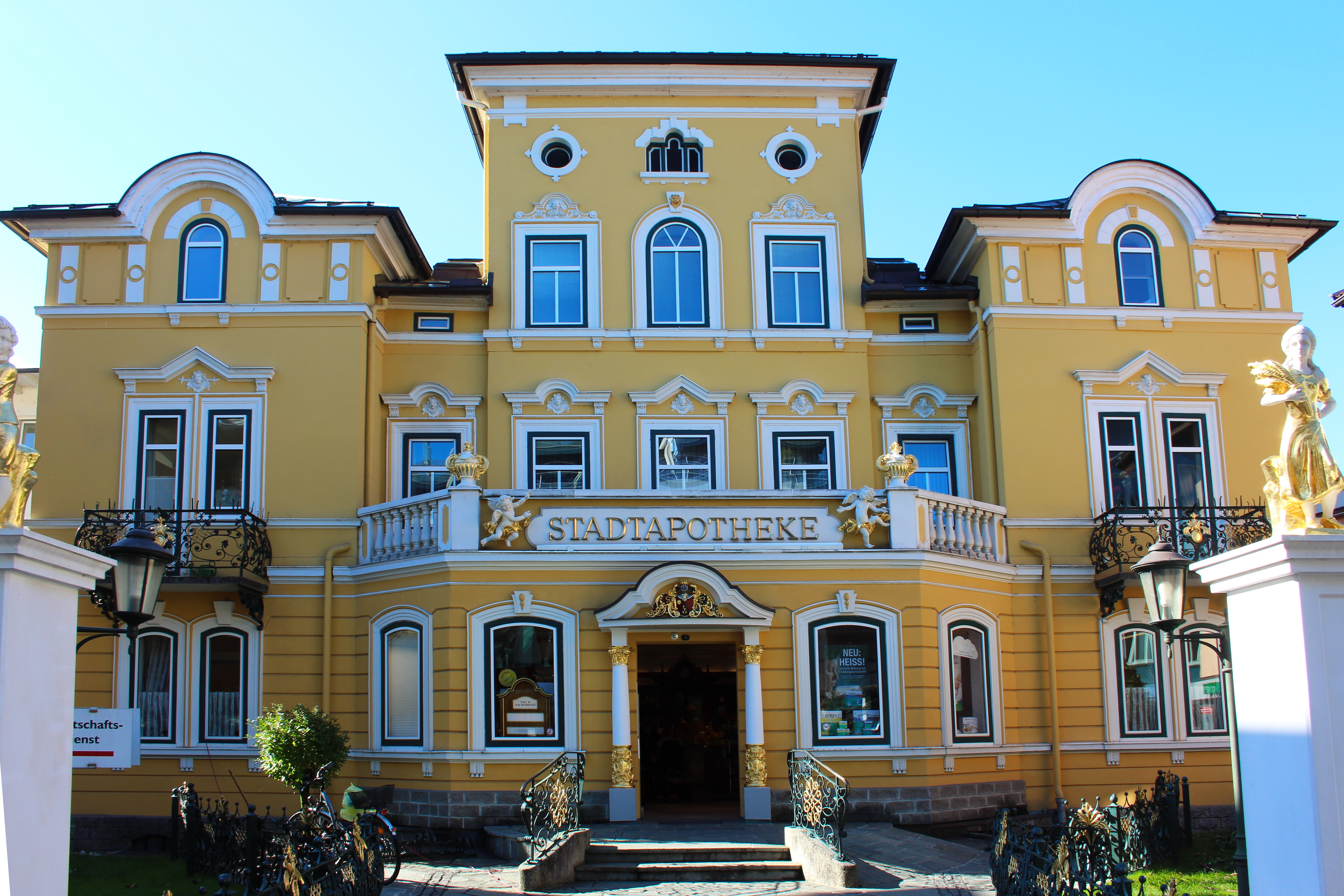
「haus stawa」（調剤薬局）
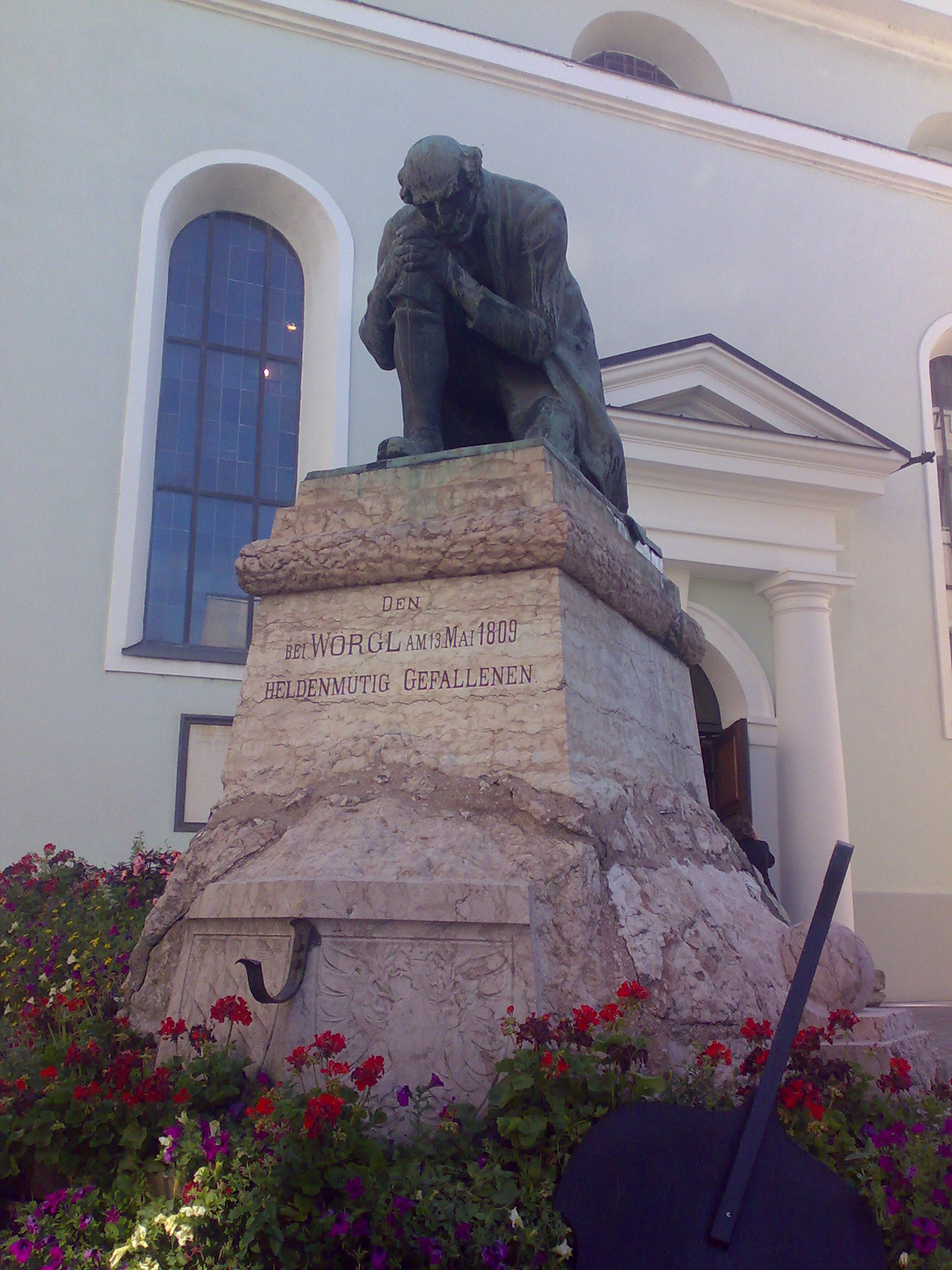
クリスティアーン・プラットナー（ドイツ語版）作「ヴェルグルの戦い（英語版）（チロル蜂起（英語版）で起きた戦闘）」の記念碑
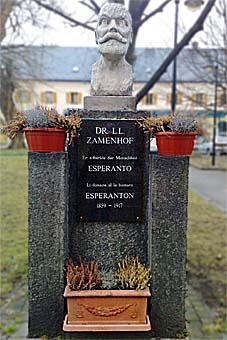
「ザメンホフ記念碑」

## 参照
- 地域通貨
- ヴェルグルの実験 (ドイツ語)
- イッター城の戦い